# معاهدة أدرنة (1713)
معاهدة إدرنه ((بالروسية: Адрианопольский мирный договор)‏؛ 18 يونيو 1713 - بين الدولة العثمانية (ممثلة بالصدر الأعظم "يوسف باشا") وروسيا. المعاهدة أنهت الحرب الروسية العثمانية (1711-1713)، وقضت بانسحاب الروس من بولندا، وانتقلت الحدود الروسية العثمانية إلى الضفة اليسرى من الهتمانية (أرض نهري سمارا واوريلا). وبذلك فقدت روسيا الجزء الشرقي من زاپوروژيه كما فقدت نافذتها على بحر آزوڤ، واستعادت الدولة العثمانية ميناء آزوڤ، وحافظت على البحر الأسود كبحيرة عثمانية لمدة ستين عامًا أخرى، لم يتمكن خلالها الروس من الهبوط إلى المياه الدافئة، أما ملك السويد، كارل الثاني عشر، فغادر الدولة العثمانية بعد فشله في زجها في حرب حاسمة ضد الروس.